# القملق
القملق قرية تقع على ضفاف نهر الفرات وهي تقع غرب منطقة عين العرب بحوالي 35 كم وجنوب منطقة جرابلس بحوالي 30 كم,
تشتهر قرية القملق بمحصولاتها الزراعية كالقمح والقطن والذرة الصفراء فيها مدرسة ابتدائية واعدادية.
تحيط بالقرية عدد من القرى كقرية حرف القملق وقريبة البويراز وتل القملق وقرية الحيي
انغمرت القرية بمياه نهر الفرات عام 2000 بعد بناء سد تشرين ورحل سكانها وسكان القرى المجاورة التي انغمرت بالمياه إلى المدن وأماكن أخرى 